# UNDEAD (YOASOBI歌曲)
UNDEAD是日本雙人樂團YOASOBI的第23張數位發行單曲，於2024年7月1日由日本索尼音樂娛樂發行。本曲亦為電視動畫《物語系列 第外季&第怪季》的片尾曲。

## 背景與發行
2024年1月，輕小說系列《物語》的兩個篇章《第外季》和《第怪季》宣布改編為電視動畫，並於同年播出。5月1日，動畫官方網站上的倒數計時預告即將發布的消息，並在紅粉色背景上放置字母「Y」的圖片，還在作家西尾維新的動畫官方X帳號上發布了該圖片。隔天，動畫官方公布了《物語系列 第外季&第怪季》的片尾曲將由YOASOBI演唱，曲名為UNDEAD。
在新聞稿中Ayase表示「我是《物語》系列的忠實粉絲，每當被問到喜歡的動畫作品時，我總是回答《化物語》。」Ayase在Comic Natalie的訪談中還提到，自己在18至19歲時曾為物語系列的角色戰場原黑儀寫了一首歌，並經常與他的搖滾樂團現場演出。5月3日，公開了動畫《物語系列 第外季&第怪季》的預告片，片中包含了UNDEAD的部分片段。6月24日，YOASOBI在社群媒體公布了這首歌，5天後公布了單曲的發行日期為2024年7月1日，並公開了單曲封面，封面是角色斧乃木余接雙手做出V字手勢。

## 排行榜

### 週榜
| 排行榜（2024年）                 | 最高位 |
| -------------------------------- | ------ |
| 全球（《告示牌》美國除外單曲榜） | 181    |
| 日本（Japan Hot 100）            | 10     |
| 日本（《告示牌》Hot Animation）  | 4      |
| 日本（Oricon合算單曲榜）         | 14     |

### 年榜
| 排行榜（2024年）             | 最高位 |
| ---------------------------- | ------ |
| 日本（《告示牌》下載歌曲榜） | 35     |

## 銷量認證
| 地區                 | 认证     | 认证单位/销量 |
| 串流媒體             | 串流媒體 | 串流媒體      |
| -------------------- | -------- | ------------- |
| 日本（日本唱片協會） | 金       | 50,000,000†   |
| †僅含認證的銷量      |          |               |

## 發行歷史
| 地區 | 日期         | 形式                  | 廠牌             | 來源   |
| ---- | ------------ | --------------------- | ---------------- | ------ |
| 全球 | 2024年7月1日 | 數位音樂下載 串流媒體 | 日本索尼音樂娛樂 | [ 19 ] |